# قيم اجتماعية
القيم الاجتماعية هي الخصائص أو الصفات المرغوب فيها من الجماعة والتي تحددها الثقافة القائمة مثل التسامح والحق والقوة وهي أداة اجتماعية للحفاظ على النظام الاجتماعي والاستقرار بالمجتمع. لغة القيمة هي القدر والمنزلة والقيم الاجتماعية هي الخصائص أو الصفات المرغوب فيها من الجماعة وتوجه سلوكهم، وهي التي تخبرهم الفرق بين الحلال والحرام أو الصحيح والخطأ والجيد والسيئ والتي تحددها الثقافة القائمة مثل التسامح والحق والعدل والامانة والجرأة والتعاون والإيثار والقوة وهي أداة اجتماعية للحفاظ على النظام الاجتماعي والاستقرار بالمجتمع.

## اقرأ أيضاً
- أخلاق